# Beatriz Montañez
Beatriz Montañez (Almadén, Ciudad Real, 1977) é uma jornalista espanhola que colabora no programa El intermedio, do canal espanhol LaSexta.
Licenciou-se Meios de Comunicação nos Estados Unidos, através da Universidade da California, posteriormente fez os seus primeiros trabalhos em meios espanhofalantes como nas emissoras afiliadas à cadeia Telemundo ou na Radio KLVE (K-Love), actualmente associada à Univisión.
Também trabalhou antes nas emissoras locais da Cadena SER em Castilla-La Mancha apresentando vários programas de informação local e provincial, e no Diario Lanza.
Participou no vídeo de Andrés Calamaro em "Te quiero" (1999).
Em 2007, junta-se ao programa El intermedio, da LaSexta, apresentado por El Gran Wyoming, onde participa como colaboradora, apresentando notícias da actualidade.